# Eishockey-Bundesliga (Österreich) 1999/2000
Die Österreichische Eishockey-Bundesliga 1999/2000 wurde zwischen vier Vereinen ausgetragen. Meister wurde zum 26. Mal in seiner Vereinsgeschichte der EC KAC, der sich im Finale gegen den Lokalrivalen und Titelverteidiger EC VSV durchsetzte.

## Teilnehmende Mannschaften
Das Teilnehmerfeld der Saison 1999/2000 bestand lediglich aus jenen vier österreichischen Teams, die zuvor zwischen Oktober 1999 und Anfang Februar 2000 an der ersten Saison der als Nachfolger zur Alpenliga konzipierten Interliga teilgenommen hatten. Dort hatte der EC KAC den EC VSV im Finale besiegt und den Titel geholt. Dies sollte sich in der Staatsmeisterschaft wiederholen.

## Modus
Aufgrund der Interliga fiel der Zeitplan für die Bundesliga (wie in den Jahren zuvor durch die Alpenliga) wieder äußerst knapp aus. Die vier Vereine spielten im Grunddurchgang zwischen dem 18. Februar und dem 3. März 2000 jeweils zweimal gegeneinander (insgesamt sechs Begegnungen je Team). Im Falle eines Unentschieden wurde eine 5-Minuten-Verlängerung (Sudden Victory Overtime) mit je vier Feldspielern gespielt. Endete diese torlos entschied ein Penaltyschießen. Der so ermittelte Gewinner erhielt zwei Punkte, der Verlierer einen.
Anschließend wurde vom 5. bis zum 31. März 2000 ein Play-off gespielt, wobei alle Begegnungen im Best-of-Seven-Modus ausgetragen wurden.

## Grunddurchgang

### Kreuztabelle der Grunddurchgangs-Ergebnisse
|               | Auswärts                       |                                |                                           |                                |
| Zu Hause      | EC VSV                         | EC KAC                         | WEV                                       | VEU Feldkirch                  |
| EC VSV        |                                | 5:1 (3:0, 1:1, 1:0) 03.03.2000 | 6:2 (0:1, 4:0, 2:1) 25.02.2000            | 6:1 (1:0, 4:1, 1:0) 22.02.2000 |
| EC KAC        | 1:6 (0:1, 1:4, 0:2) 18.02.2000 |                                | 7:2 (2:0, 4:2, 1:0) 22.02.2000            | 5:2 (2:0, 2:2, 1:0) 25.02.2000 |
| WEV           | 0:8 (0:2, 0:5, 0:1) 20.02.2000 | 4:3 (0:0, 4:1, 0:2) 27.02.2000 |                                           | 4:1 (1:0, 1:1, 2:0) 18.02.2000 |
| VEU Feldkirch | 0:4 (0:1, 0:1, 0:2) 27.02.2000 | 3:7 (0:4, 2:1, 1:2) 20.02.2000 | 4:3 n. V. (1:1, 1:1, 1:1, 1:0) 03.03.2000 |                                |

### Abschlusstabelle
| Platz | Team          | SP | S | N | SNV | NNV | T  | GT | TD  | Punkte |
| ----- | ------------- | -- | - | - | --- | --- | -- | -- | --- | ------ |
| 1     | EC VSV        | 6  | 6 | 0 | 0   | 0   | 35 | 5  | +30 | 12     |
| 2     | EC KAC        | 6  | 3 | 3 | 0   | 0   | 24 | 22 | +2  | 6      |
| 3     | WEV           | 6  | 2 | 3 | 0   | 1   | 15 | 29 | −14 | 5      |
| 4     | VEU Feldkirch | 6  | 0 | 5 | 1   | 0   | 11 | 29 | −18 | 2      |

## Playoffs

### Halbfinale
| Serie                          | Endstand | Spiel 1 5. März 2000 | Spiel 2 7. März 2000 | Spiel 3 10. März 2000 | Spiel 4 13. März 2000               | Spiel 5 14. März 2000 |
| ------------------------------ | -------- | -------------------- | -------------------- | --------------------- | ----------------------------------- | --------------------- |
| EC VSV (1) – VEU Feldkirch (4) | 4:0      | 6:5 (1:3, 3:2, 2:0)  | 6:2 (1:1, 2:1, 3:0)  | 4:1 (0:0, 1:0, 3:1)   | 4:1 (1:0, 2:1, 1:0)                 |                       |
| EC KAC (2) – WEV (3)           | 4:1      | 5:1 (2:1, 3:0, 0:0)  | 6:2 (2:1, 2:0, 2:1)  | 7:0 (3:0, 1:0, 3:0)   | 5:6 n. P. (3:3, 2:1, 0:1, 0:0, 0:1) | 6:4 (2:1, 1:2, 3:1)   |

### Finale
| Serie                   | Endstand | Spiel 1 21. März 2000 | Spiel 2 23. März 2000          | Spiel 3 26. März 2000 | Spiel 4 28. März 2000 | Spiel 5 31. März 2000 |
| ----------------------- | -------- | --------------------- | ------------------------------ | --------------------- | --------------------- | --------------------- |
| EC VSV (1) – EC KAC (2) | 1:4      | 1:2 (0:0, 1:2, 0:0)   | 3:4 n. V. (2:2, 0:1, 1:0, 0:1) | 3:1 (0:0, 1:0, 2:1)   | 2:5 (1:2, 1:3, 0:0)   | 2:4 (1:0, 1:2, 0:2)   |

Mit dem 2:4-Auswärtssieg in Villach errang der EC KAC seinen 26. Meistertitel.

## Meisterschaftsendstand
| Platz | Team          |
| ----- | ------------- |
| 1.    | EC KAC        |
| 2.    | EC VSV        |
| 3.    | WEV           |
| 4.    | VEU Feldkirch |

## Kader des österreichischen Meisters
| Österreichischer Meister EC KAC | Torhüter: Michael Suttnig, Gert Prohaska Verteidiger: Christer Olsson, Jan Mertzig, Darcy Martini, Roger Öhman, Thomas Pöck, Christian Sintschnig, Marc Brabant, Alexander Mellitzer, Jens Felix Kraiger, Johannes Reichel Angreifer: Stefan Nilsson, Gerald Ressmann, David Emma, Christian Perthaler, Dieter Kalt jun., Christoph Brandner, Patrick Pilloni, Mario Schaden, Christoph König, Gregor Hager, Thomas Koch, Thomas Eichberger Trainer: Lars Bergström |

## Entwicklungen nach der Saison
Bereits die aktuelle Spielzeit war von den Zuschauern nur auf wenig Gegenliebe gestoßen, da sich nur vier Mannschaften den österreichischen Meistertitel ausgespielt hatten. Nach der Saison stieg die VEU Feldkirch freiwillig aus wirtschaftlichen Gründen in die zweite Liga ab und setzte damit den endgültigen Schlusspunkt unter eine Entwicklung, die bereits in den Jahren zuvor das Teilnehmerfeld mehr und mehr dezimiert hatte. Die neunziger Jahre waren geprägt gewesen von einem stetigen Wettrüsten, das die VEU dank eines potenten Hauptsponsors angeführt hatte und dem immer weniger Vereine hatten folgen können. Da auch der WEV aufgrund von fehlenden Investoren aufgelöst wurde, waren mit dem EC KAC und dem EC VSV nur noch die beiden Kärntner Vereine übriggeblieben.
Daher wurde im Sommer nach der Saison ein radikaler Neubeginn beschlossen. Die Bundesliga wurde mit der zweiten Liga zusammengelegt, um wieder ein ausreichend großes Teilnehmerfeld zu schaffen. Gleichzeitig wurden Regelungen beschlossen, die dem Aufrüsten und Preistreiben ein Ende setzen sollten, um auch in den kommenden Jahren eine attraktive erste Liga sichern zu können.
Eine Folge dieser Entscheidung war, dass die Interliga nach der einmaligen Teilnahme Österreichs nur noch mit Mannschaften aus Ungarn und Slowenien und wechselweise einigen anderen Staaten ausgetragen wurde. Erst mit dem Einstieg des HK Jesenice in die Bundesliga (Saison 2006/07) maßen sich die österreichischen Teams wieder mit ausländischen Mannschaften, wobei die nicht-österreichischen Teams zwar den Titel des Liga-Champions, nicht aber den des österreichischen Meisters gewinnen können.